# Stjärnlilja
Stjärnlilja (Lilium concolor) är en art i familjen liljeväxter. Förekommer i centrala östra Ryssland, Mongoliet, Kina, Korea och Japan. Växer på fuktiga platser i skogar, gläntor eller grässluttningar.
Stjärnlilja är en flerårig ört med lök, 30-80 cm hög. Löken är äggrund, 1,5-3,5 cm i diameter, lökfjäll är vita. Stjälkarna är något håriga, gröna eller ofta purpurfärgade till olika grad, med stjälkrötter. Bladen är strödda, oskaftade, smalt lansettlika 2-10 cm lång, 2-10 mm breda, någon håriga på kanter och nerver undertill. Blommorna sitter 1-10 i en klase eller flockliknande blomställning upprätta, de är doftande. Kalkbladen är orange eller röda, med eller utan prickar. 

## Varieteter
- var. concolor - stjälkar mer eller mindre tonade i purpur, något håriga. Blomknoppar kala och blommor utan prickar. Centrala Kina.

- var. megalanthum - blommor prickiga. Kalkblad 50-52 × 8-14 mm. Kina (Jilin).
- Fläckig stjärnlilja (var. pulchellum) - stjälkar gröna, hårlösa. Blomknoppar håriga och blommor prickiga. Kalkblad (25-)28-35(-40) × (5-)6-9(-10) mm. Nordöstra Asien.

## Sorter
- 'Coridion' - har citrongula kalkblad med små bruna prickar. (Lilium concolor var. coridion Baker, 1871).
- 'Partheneion' - har röda blommor med gröna och gula streck och små bruna prickar. (syn. L. concolor var. partheneion Baker, 1871).

## Hybrider
Hybriden med korall-lilja (L. pumilum) har fått namnet Lilium ×intermedium.

## Synonymer
var. concolor
- Lilium concolor var. sinicum (Lindley & Paxton) J. D. Hooker
- Lilium concolor var. uniflorum Spae
- Lilium mairei H. Léveillé
- Lilium sinicum Lindley & Paxton.

var. megalanthum F.T.Wang & T.Tang, 1980
- Lilium megalanthum (F. T. Wang & Tang) Q. S. Sun, 1989

var. pulchellum (Fischer) Regel, 1876
- Lilium buschianum Loddiges
- Lilium concolor var. buschianum (Loddiges) Baker.
- Lilium pulchellum Fischer, 1840
- Wikimedia Commons har media som rör Stjärnlilja.